# Fire Sea
Fire Sea este un roman științifico-fantastic & fantezie scris de Margaret Weis și Tracy Hickman, al treilea volum din ciclul în șapte părți The Death Gate. A fost publicat prima oară în Statele Unite în 1991 de către editura Bantam Spectra.

## Povestea
Abarrach, Lumea de Piatră este formată doar din: lavă, piatră, gaze nocive și puține alimente valoroase care pot fi cultivate. Popoarele de pe Abarrach se bazează pe pilonii de piatră giganți inscripționați cu rune care generează  căldură și o atmosferă respirabilă. Dar coloșii, în ultimii ani, au început să cedeze. Populațiile au dispărut în întregime, singurii rămași - poporul lui Sartan - sunt foarte vlăguiți, iar magia o folosesc doar pentru a rămâne în viață. Pentru a menține populația, au fost nevoiți să folosească arta interzisă a necromanției: învierea morților. Aceste cadavre reînviate nu sunt foarte inteligente, dar totuși sunt mai bune decât nimic.